# Legs Weaver
Legs Weaver es una historieta italiana de ciencia ficción de la casa Sergio Bonelli Editore, creada por los guionistas sardos Michele Medda, Antonio Serra y Bepi Vigna.
Nació como spin-off del cómic Nathan Never, aunque se caracteriza por un carácter más ligero.

## Trayectoria editorial
El primer episodio de la serie es titulado Le Dame Nere y fue estrenado en enero de 1995. En total, fueron publicados 119 álbumes de la serie regular, más varios especiales. Aunque este spin-off se ha cerrado en 2005, el personaje de Legs Weaver sigue apareciendo en la serie madre Nathan Never.

## Argumento y personajes
Rebecca Lawrence Weaver, apodada Legs, es una heroína del futuro. Nació en 2054 en la Ciudad Este y fue la primera agente de la "Agencia Alfa" de Edward Reiser, donde conoció a su colega Nathan Never. Su caracterización gráfica está inspirada en Ellen Ripley de Alien, personaje protagonizado por la actriz Sigourney Weaver, de la que se ha derivado el apellido.
Otros personajes importantes de la serie son su mejor amiga May Frayn, su compañera Janet Blaise, su vecino Rick y el dragoncito Harvey. Sus enemigos principales son las sectas secretas de las Damas negras y del Club del pecado.

## Autores

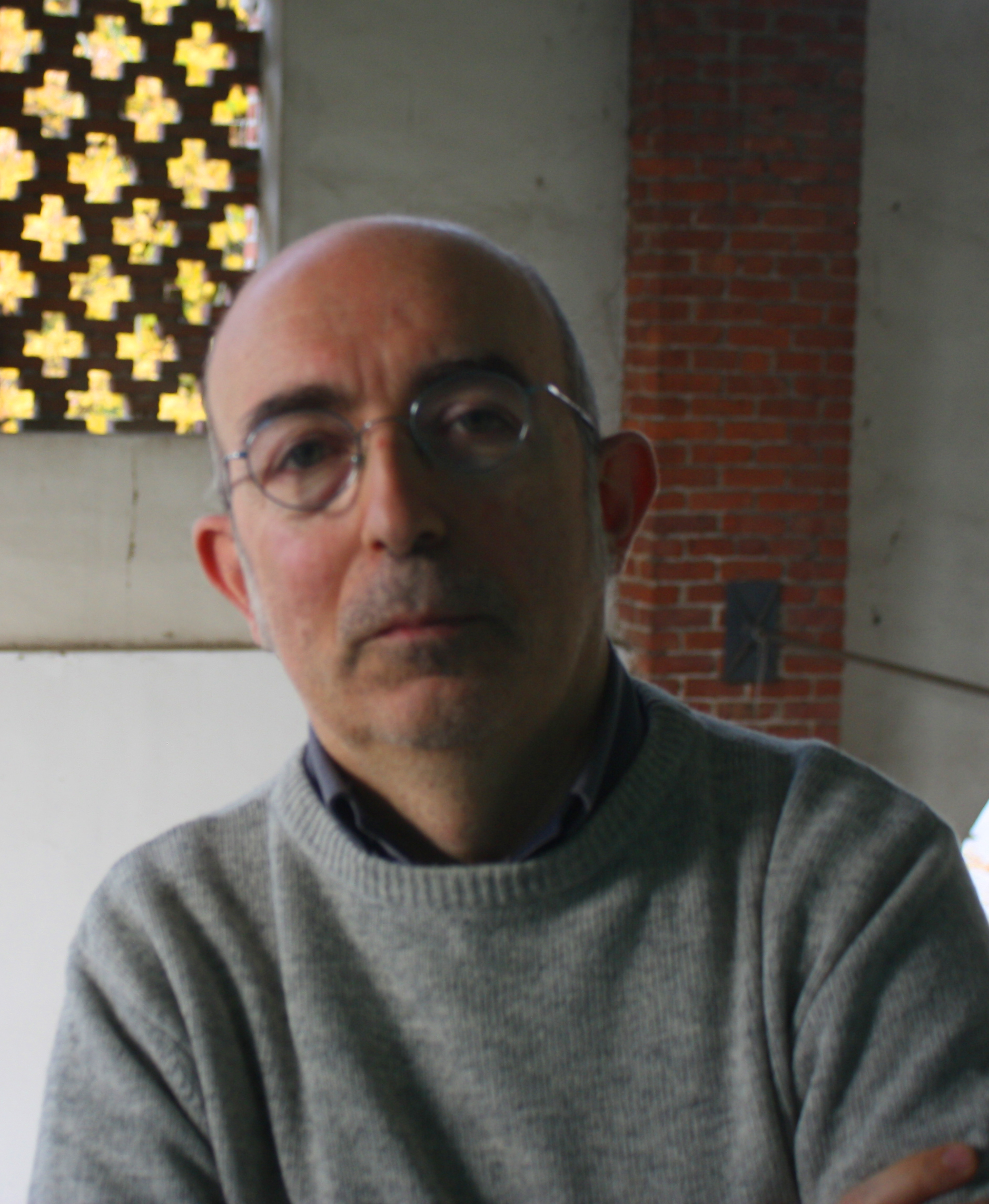
Antonio Serra, creador de Legs Weaver junto a Michele Medda y Bepi Vigna.

### Guionistas
Michele Medda, Antonio Serra, Bepi Vigna, Mario Alberti, Katia Albini, Diego Cajelli, Vinicio Canton, Gabriella Cordone Lisiero, Luca Enoch, Giovanni Garbellini, Alberto Lisiero, Giovanni Mattioli, Federico Memola, Luigi Mignacco, Alberto Ostini, Giorgio Pezzin, Stefano Piani, Antonella Platano, Gelsomina Riccio, Riccardo Secchi, Angelica Tintori, Stefano Vietti.

### Dibujantes
Lola Airaghi, Mario Alberti, Mario Atzori, Andrea Bormida, Silvio Camboni, Gianmauro Cozzi, Roberto De Angelis, Simona Denna, Luca Enoch, Pier Nicola Gallo, Sergio Giardo, Maurizio Gradin, Fabio Jacomelli, Mario Jannì, Anna Lazzarini, Patrizia Mandanici, Guido Masala, Stefano Martino, Teresa Marzìa, Giancarlo Olivares, Leonardo Ortolani, Francesca Palomba, Davide Perconti, Elena Pianta, Matteo Resinanti, Francesco Rizzato, Tiziano Scanu, Gianni Sedioli, Ugo Verdi, Antonella Vicari, Vanna Vinci, Roberto Zaghi, Melissa Zanella.